# Phare de Boon Island
Le phare de Boon Island (en anglais : Boon Island Light) est un phare actif situé sur Boon Island (en) près de Cape Neddick, Maine une ville côtière du comté de York (État du Maine).
Il est inscrit au Registre national des lieux historiques depuis le 14 mars 1988.

## Histoire
On a parlé de la construction d'un phare sur Boon Island dès 1710, lorsque le navire Nottingham Galley s'est échoué sur un rocher d'affleurement qui constitue l'île. L'équipage de la galère a été contraint de recourir au cannibalisme avant d'être secouru. En 1799, un premier marquage de jour et la station elle-même ont été établis sur l'île, qui se trouve à environ 10 km de la ville de York. En 1811, la station fut transformée avec une tour en granit. Le phare de Boon Island Light a la particularité d'être le plus haut phare du Maine et de la Nouvelle-Angleterre.
La tour actuelle, en granit brun, a été construite en 1855 et avait à l'origine une lentille de Fresnel de second ordre. Celle-ci est désormais exposée au Kittery Historical & Naval Museum  à Kittery.
Une tempête de neige a causé de gros dégâts sur Boon Island en 1978. Plusieurs pierres de la tour elle-même ont été emportées par la mer, de même que toutes les habitations des gardiens et autres dépendances qui se trouvaient sur l'île. En conséquence, la station a été automatisée en 1978 et une balise alimentée à l'énergie solaire a été installée par la United States Coast Guard. La station est actuellement active et contrôlée par la Garde côtière, tandis que le phare lui-même est loué à la American Lighthouse Foundation (en). L'île n'est pas visitable.

### Information historique du site Web de l'U.S. Coast Guard
Le président James Madison autorisa la construction du phare de Boon Island pendant la guerre de 1812. Une nouvelle tour de phare fut érigée à proximité de l'ancienne tour en 1855.
Comme l'île de Boon est un terrain très plat, le phare semble parfois surgir de la mer depuis un récif submergé, en particulier lorsque des nuages bas volent. C'est l'une des stations les plus isolées de la côte du Maine et c'est aussi l'une des plus dangereuses.
Une histoire raconte comment les gardiens ont été bloqués sur l'île pendant plusieurs semaines à cause des tempêtes et du mauvais temps. Leurs réserves de nourriture étaient faibles et la famine semblait s'installer. Juste au point de désespoir, un bateau est apparu et ils ont demandé de l'aide. Le message du gardien dans une bouteille a été capté par la goélette qui passait et a ancré jusqu'à ce que la mer se calme. Ensuite, l’équipage a mis de la nourriture dans un fût à maquereau et l’a mis à flot. Il a dérivé directement dans une petite crique de l'île, puis la mer l'a attrapée et l'a fait rebondir sur la rive, à l'écart du ressac. La faim des gardiens a été apaisée jusqu'à ce qu'ils puissent aller à terre et s'approvisionner au village de York. Le phare a été acheté auprès de l'Administration des services généraux en 2014 par Art Girard, un résident de Portland, dans le Maine.

### Légendes et traditions
Au XIXe siècle, un gardien mourut sur l'île, laissant sa femme seule pour s'occuper de la station. Elle l'a fait jusqu'à ce qu'elle devienne folle et qu'elle soit retrouvée errante sur l'île par les membres d'un navire de sauvetage.

## Description
Le phare  est une tour cylindrique en granit, avec une galerie et une lanterne de 41 m de haut. La tour est non peinte et la lanterne est noire. Il émet, à une hauteur focale de 42 m, un éclat blanc par période de 5 secondes. Sa portée est de 19 milles nautiques (environ 35 km).
Il est aussi équipé d'une corne de brume radiocommandée émettant un blast par période de 10 secondes.

## Caractéristiques dufeu maritime
Fréquence : 5 secondes (W)
- Lumière : 0,5 seconde
- Obscurité : 4,5 secondes

Identifiant : ARLHS : USA-071 ; USCG : 1-0155 - Amirauté : J0228 .

### Lien connexe
- Liste des phares du Maine